# Salia leucotomis
Salia leucotomis är en fjärilsart som beskrevs av George Francis Hampson. Salia leucotomis ingår i släktet Salia och familjen nattflyn. Inga underarter finns listade.